# برهم‌کنش سیال و سازه
بَرهَم‌کُنِشِ سیال و سازه (به انگلیسی: Fluid–Structure Interaction) (به اختصار FSI) به مطالعه برهم‌کنش میان برخی از سازه‌های متحرک یا تغییرشکل‌پذیر با جریان سیال داخلی یا حول آن جسم می‌پردازد. برهم‌کنش میان سیال و سازه به صورت پایدار و به صورت ارتعاشی مورد مطالعه قرار می‌گیرد. در برهم‌کنش ارتعاشی، کرنش شکل گرفته در سازه جامد به گونه‌ای سازه را وادار به حرکت و تغییرشکل می‌کند که تصور می‌شود منبع ایجاد کرنش در حال کاهش است و سازه دوباره به شکل اولیه خود بازمی‌گردد (در واقع ماهیت پدیده‌های ارتعاشی در برهم‌کنش سازه و شاره به صورت الگوی تکرارشونده‌ای است).

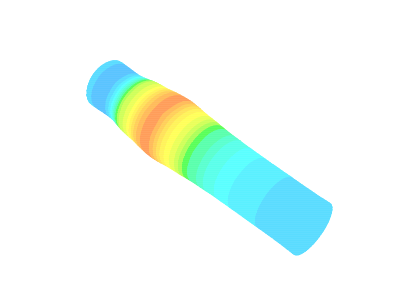
نشر موج‌های فشاری درون جریان سیالی تراکم‌ناپذیر در لوله‌ای ارتجاع‌پذیر

## مصادیق
درنظر گرفتن برهم‌کنش سازه و سیال از جمله مهم‌ترین ملاحظات در طراحی بسیاری از سیستم‌های مهندسی نظیر هواپیماها، موتورها و پل‌ها است. چشم‌پوشی از این برهم‌کنش به ویژه در وضعیت ارتعاشی آن عواقب ویرانگری به دنبال خواهد داشت. این وضع وقتی تشدید می‌شود که مصالح به کار رفته در سازه از دید خستگی مکانیکی نیز آسیب‌پذیر باشند.

### فاجعه پل تاکوما
فاجعه پل تاکوما در ایالت واشینگتن آمریکا که در سال ۱۹۴۰ رخ داد بارزترین نمونه از نتایج عدم رعایت برهم‌کنش‌های میان سازه و جریان سیال به‌شمار می‌رود؛ در ابتدا دلیل اصلی این فاجعه عدم توجه به تشکیل «خیابان گردابه‌های فون کارمن» ناشی از جریان هوا حول پل و در نظر نگرفتن برابری بشامد نوسانات این گردابه‌ها با بشامد طبیعی پیچشی سازه عنوان می‌شد، اما بعدها مشخص شد که پدیده برهم‌کنشی دیگری به نام «هواکشسانی بال پرنده» (aeroelastic flutter) دلیل اصلی ریزش پل بوده‌است (در بخش بعدی توضیحات بیش‌تری راجع به این مورد آمده‌است). به هر روی هر دوی این پدیده‌ها در قلمرو برهم‌کنش میان سازه و سیال جای می‌گیرند و عدم رعایت آن‌ها در هنگام طراحی سازه‌های عظیمی هم‌چون پل نتایج تلخ و جبران‌ناپذیری به دنبال خواهد داشت.

### لرزش بال هواپیما
شاید اگر تجربه سفر هوایی و نشستن کنار پنجره‌ای نزدیک به بال هواپیما را داشته باشید متوجه اندک نوسانات بال هواپیما در حین حرکت شده باشید. این رفتارها ناشی از این واقعیت است که بال‌های هواپیماها، اجسامی کاملاً صلب نیستند و در صورت رویارویی با نیروهای آیرودینامیکی در سرعت‌های بالا دچار ارتعاش و نوسان می‌شوند. این پدیده از چندین منظر می‌تواند آثار منفی داشته باشد؛ باعث کاهش عمر مفید اجزا و بروز خستگی در بال و بدنه هواپیما می‌شود، به مرور زمان اتصالات بال و بدنه روی به باز شدن می‌آورند، مصرف سوخت افزایش پیدا می‌کند و از همه مهم‌تر احساس ناامنی و اضطراب شدیدی به مسافران القا می‌شود.

### طراحی مخازن حمل سیال
در مخازن متحرک حاوی سیالات (نظیر مخازن حمل لبنیات و فراورده‌های نفتی)، سیالات دچار حرکتی نوسانی نظیر حرکت یک پاندول می‌شوند. چنین حرکتی باعث تحمیل نیروها و گشتاورهای مستمر بر جداره‌های مخزن می‌شوند و این امر می‌تواند پایداری وضعیت مخزن حمل سیال را با تهدیدهای جدی روبه‌رو کند.

### آنوریسم یا برآمدگی رگ
بر خلاف موارد پیشین که اغلب اینرسی جریان و رژیم جریانی سیال با سرعت بالا عامل اصلی اهمیت یافتن برهم‌کنش میان جامد و سیال بود، پدیده‌هایی در طبیعت و در مقیاس طولی سانتری‌متری، میلی‌متری و میکرونی وجود دارند که در آن‌ها برهم‌کنش میان جسم جامد و سیال نقش‌های بسیار مهمی ایفا می‌کنند؛ آنوریسم یا برآمدگی رگ بیماری است که به دلیل تضعیف دیواره سرخ‌رگ (سازه جامد) بر اثر فشار بالای جریان خون (سیال) پدید می‌آید.

### ساختار سامانه پمپاژ خون در قلب
دیگر برهم‌کنش میان جامدات و جریان سیال در نحوه عملکرد دریچه‌های قلب و پمپاژ خون است. در قلب ساختاری نظیر شیر یکرفه به نام reed valve وجود دارد که قادر به تولید ارتعاشات صوتی است. در واقع در این کاربرد برهم‌کنش سازه و سیال نقشی مفیدی ایفا می‌کند و وظیفه‌ای نظیر اجزای موجود در کمپرسورهای صنعتی یا پمپ‌ها را دارد و باعث کنترل فشار خون می‌شود.

### سایر پدیده‌ها
دسته خاصی از مسائل مشاهده شده در صنعت و طبیعت نیز وجود دارند که در آن‌ها برهم‌کنش میان دو سیال امتزاج‌ناپذیر (یا یک سیال با جامد نرم پلیمری) وجود دارد و تنش‌های ناشی از مویینگی و کشش سطحی نقشی کلیدی ایفا می‌کنند. هم‌چنین در دسته‌ای دیگر به علت جریان استوکسی یا خزشی سیال (جریان با عدد رینولدز کم‌تر از یک) شرایطی پدید می‌آید که نیروهای مربوط به لزجت، نیروهای غالب پدیده محسوب می‌شوند و می‌توانند آثار تخریبی بر روی جداره‌های جامد به جای بگذارند. از جمله مسائل درگیر با این‌گونه از برهم‌کنش‌های میان سازه و سیال در مباحث مربوط به علم مواد و در فرآوری الیاف مشاهده می‌شود؛ جایی که نیروهای مویینگی قطرات سیال شست‌وشو دهندهٔ الیاف می‌توانند باعث ایجاد تغییرشکل‌های برگشت‌ناپذیر و کاهش کیفیت الیاف شوند. از این پدیده با عنوان مویینگی کشسان نیز یاد می‌شود. چنین وضعیتی در هنگام تولید قطعات بسیار ریز الکترونیکی نیز مشاهده می‌شود؛ شرکت‌های تولیدکننده ریزپردازنده‌ها (نظیر اینتل و اِی‌اِم‌دی) هرساله به دنبال کاهش حجم قطعات تولیدی خود و بالابردن کارایی آن‌ها هستند. جنس اغلب این قطعات از سیلیکون است و در فرایند ساخت و تولید آن‌ها دست‌کم در یک مرحله باید مواد زاید آن‌ها توسط جریان سیال پاک‌سازی شود. از طرفی کوچک‌تر شدن ماده جامد رفته رفته صلابت آن را کاهش می‌دهد و کار به جایی می‌رسد که نیروهای مویینگی قطرات سیال می‌توانند تغییرشکل و خرابی در شکل ریزپردازنده‌ها و پره‌های آن‌ها ایجاد کنند.

## تجزیه و تحلیل
همان‌گونه که از ماهیت فیزیکی پدیده‌های فوق‌الذکر پیداست، برای مدل‌سازی و تجزیه و تحلیل این سیستم‌ها ناچار به در نظر گرفتن تؤامان دست‌کم دو دسته از معادلات مربوط به قوانین بقا و حرکت هستیم؛ لذا برهم‌کنش سازه و سیال اساساً در چارچوب مباحث «چندگانه فیزیکی (مولتی فیزیک)» طبقه‌بندی می‌شوند. تجزیه و تحلیل و حل چنین مسائلی دارای پیچیدگی‌های خاصی است و رویکرد دانشمندان برای این پدیده‌ها بیش‌تر همراه با روش‌های تجربی و آزمایشگاهی و تحلیل‌های عددی است. از همین رو جُستارهای مربوط به دینامیک محاسباتی سیالات در این زمینه اهمیت زیادی پیدا می‌کند.